# Криссье
Криссье (фр. Crissier) — коммуна в округе Уэст лозануа в кантоне Во Швейцарии, пригород Лозанны.
Криссье впервые упоминается в 1199 году как Криссиако. В 1228 году он упоминался как Крисси.
Криссье имеет площадь, по состоянию на 2009 год, 5,51 км². Из этой площади 1,39 км², или 25,2 %, используется в сельскохозяйственных целях, а 1,46 км² (0,56 квадратных миль), или 26,5 %, покрыты лесами. Из остальной территории 2,66 км² или 48,3 % заселены (здания или дороги), 0,01 км² (2,5 акра) или 0,2 % — это реки или озера.

## Известные уроженцы
- Луи Кюршо (1826—1889) — швейцарский инженер-связист, первый глава Международного телеграфного союза.
- Фреди Жирарде (род. 1936) — швейцарский шеф-повар, автор блюд по традиционным французским рецептам, в 1971—1996 годах — владелец ресторана Restaurant de l'hôtel de Ville с тремя звёздами «Мишлен» в Криссье. Во времена Жирарде его ресторан считался одним из лучших в мире. По состоянию на 2024 год ресторан является одним из четырёх в Швейцарии с тремя звёздами «Мишлен».
- Паулу Диогу (род. 1975) — швейцарский профессиональный футболист португальского происхождения.